# متحف منزل جاين أوستن

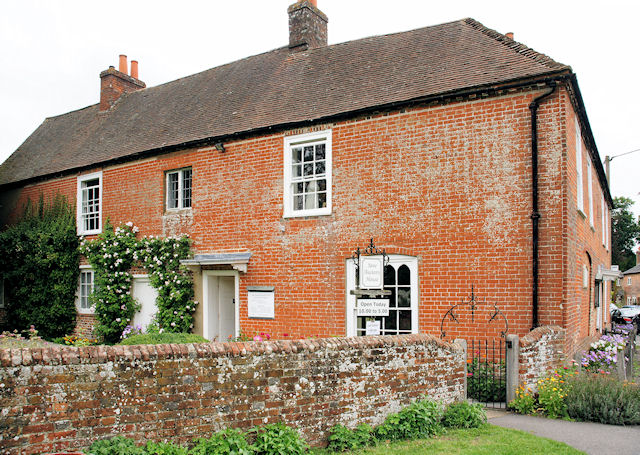
متحف منزل جاين أوستن في شاوتون.

متحف منزل جين أوستن هو متحف صغير مستقل في قرية تشوتون بالقرب من ألتون في هامبشاير. يعتبر المتحف منزل كاتب من القرن السابع عشر أمضت فيه الروائية جاين أوستن السنوات الثماني الأخيرة من حياتها، والتي كتبت خلالها وراجعت رواياتها الستة وجعلتها جاهزة للنشرها جميعًا. صُنف المتحف مبنى تاريخي محمي من الدرجة الأولى منذ عام 1963.

## إقامة جاين أوستن
كان المنزل سابقًا موطنًا للمزارعين المحليين، وكان لفترة وجيزة بعدها حانة تعرف باسم نيو إن بين عامي 1781 و1787م. كانت الحانة موقعًا لجريمتي قتل، وبعد جريمة القتل الثانية، سمح إدوارد أوستن نايت شقيق جين أوستن، لحاجبه بريدجر سيوارد بالإقامة فيها.

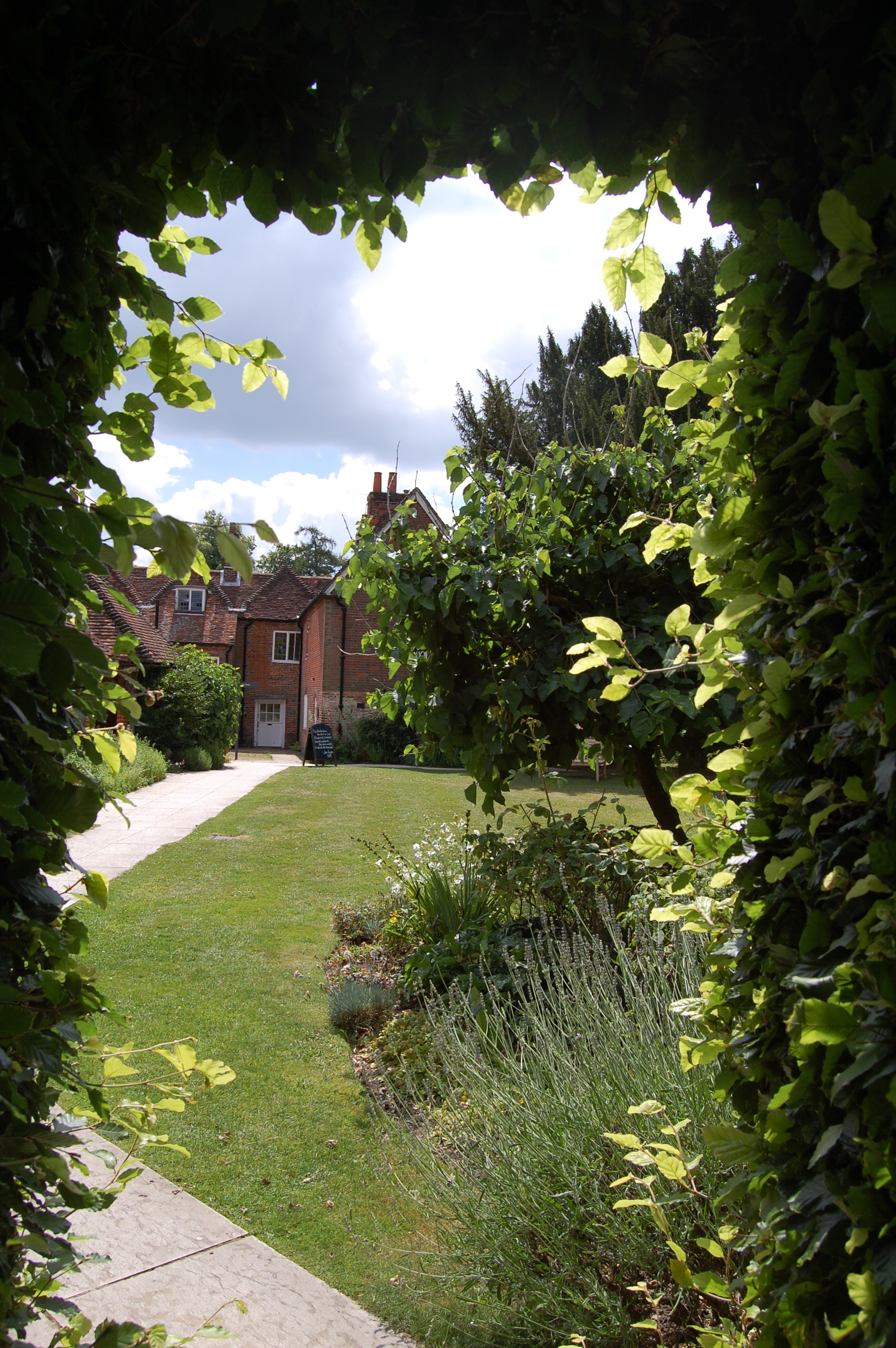
المنظر.

سمح إدوارد أوستن نايت في وقت لاحق لوالدته وشقيقاته بالعيش في المنزل حيث كان لديهم إقامة دائمة. عاشت جين أوستن في المنزل مع والدتها وشقيقتها كاساندرا وصديقة العائلة مارثا لويد من 7 يوليو 1809 حتى مايو 1817م، عندما انتقلت بسبب المرض إلى ونشستر لتكون بالقرب من طبيبها. وتُوفيت جاين في وينشستر في 18 يوليو 1817م. استمرت والدتها وشقيقتها في العيش في المنزل حتى وفاتهما في عامي 1827 و1845م على التوالي.
كتبت جاين عندما وصلت إلى شاوتون ثلاث روايات في شكل مسودة؛ عقل وعاطفة، وكبرياء وتحامل، ودير نورثانجر. وقامت بمراجعة هذه الروايات في المنزل قبل نشرها. كما كتب بالمنزل رواياتها الثلاث الأخرى مانسفيلد بارك وإيما وإقناع.

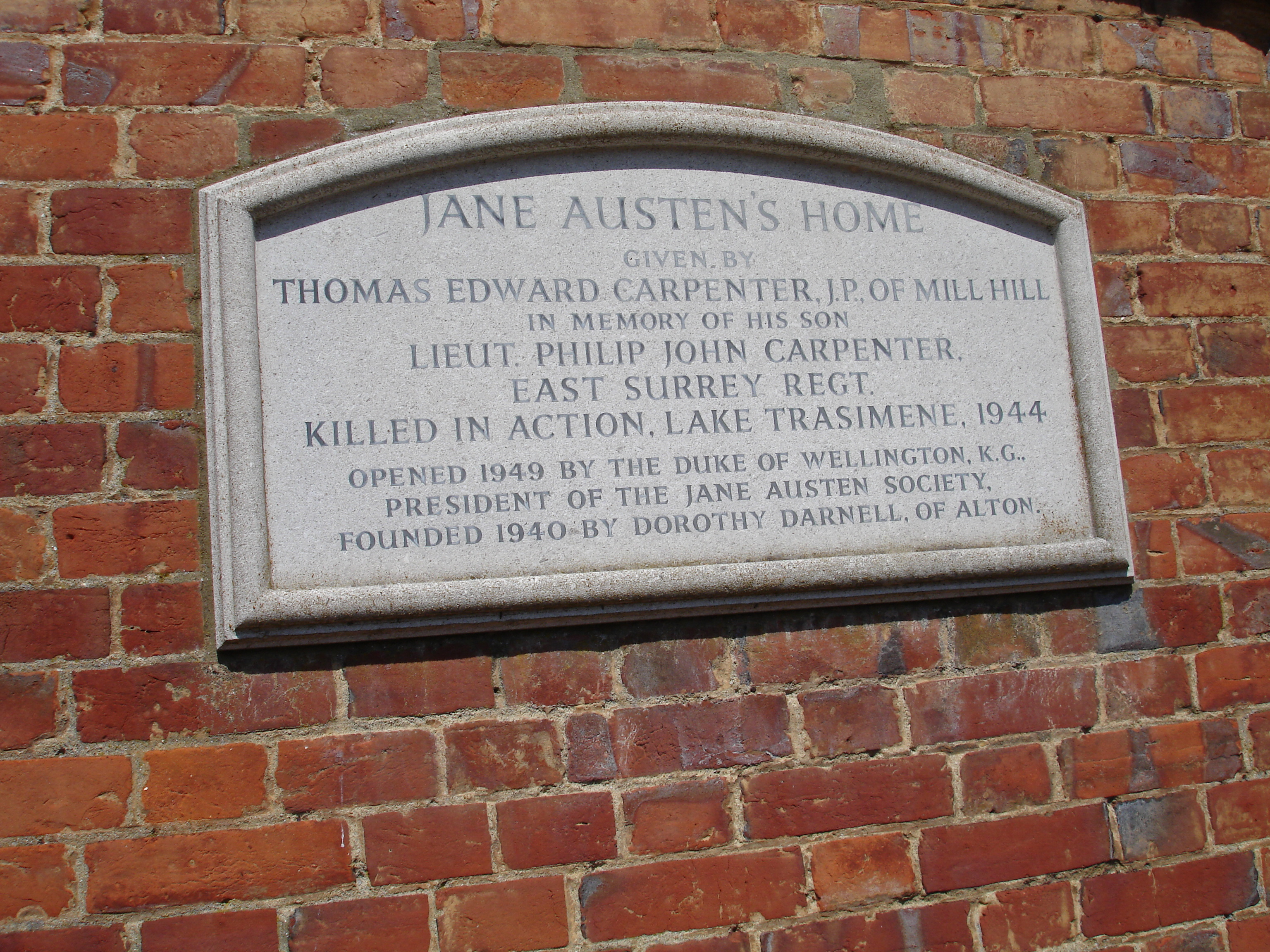
نقش على منزل جين أوستن.

## المتحف
قُسم المنزل بعد وفاة كاساندرا إلى شقق صغيرة للعمال، قبل أن يصبح جزء من المبنى نادٍ للعمال بحلول فجر القرن العشرين. قُسم ما تبقى من المنزل إبعد ذلك لى منازل ريفية لعمال العقارات، وكان يُعرف باسم بيت بيتي جونز وشوتون الريفي.
تأسس متحف منزل جين أوستن في عام 1947، وحتى عام 2014 كان يٌديره صندوق جين أوستن التذكاري. باع إدوارد نايت المنزل إلى توماس إدوارد كاربنتر مقابل 3000 جنيه إسترليني في عام 1948 (أي ما يعادل 107 ألف جنيهًا إسترلينيًا في عام عام 2023). مُنح المنزل الاعتماد في عام 1949 تخليدًا لذكرى ابن كاربنتر الملازم فيليب جون كاربنتر، من الكتيبة الأولى في الفوج الشرقي، والذي سقط أثناء قيادة رجاله في ترازيميني بإيطاليا في اليوم الثلاثين من شهر يونيو لعام 1944م بعمر 22.

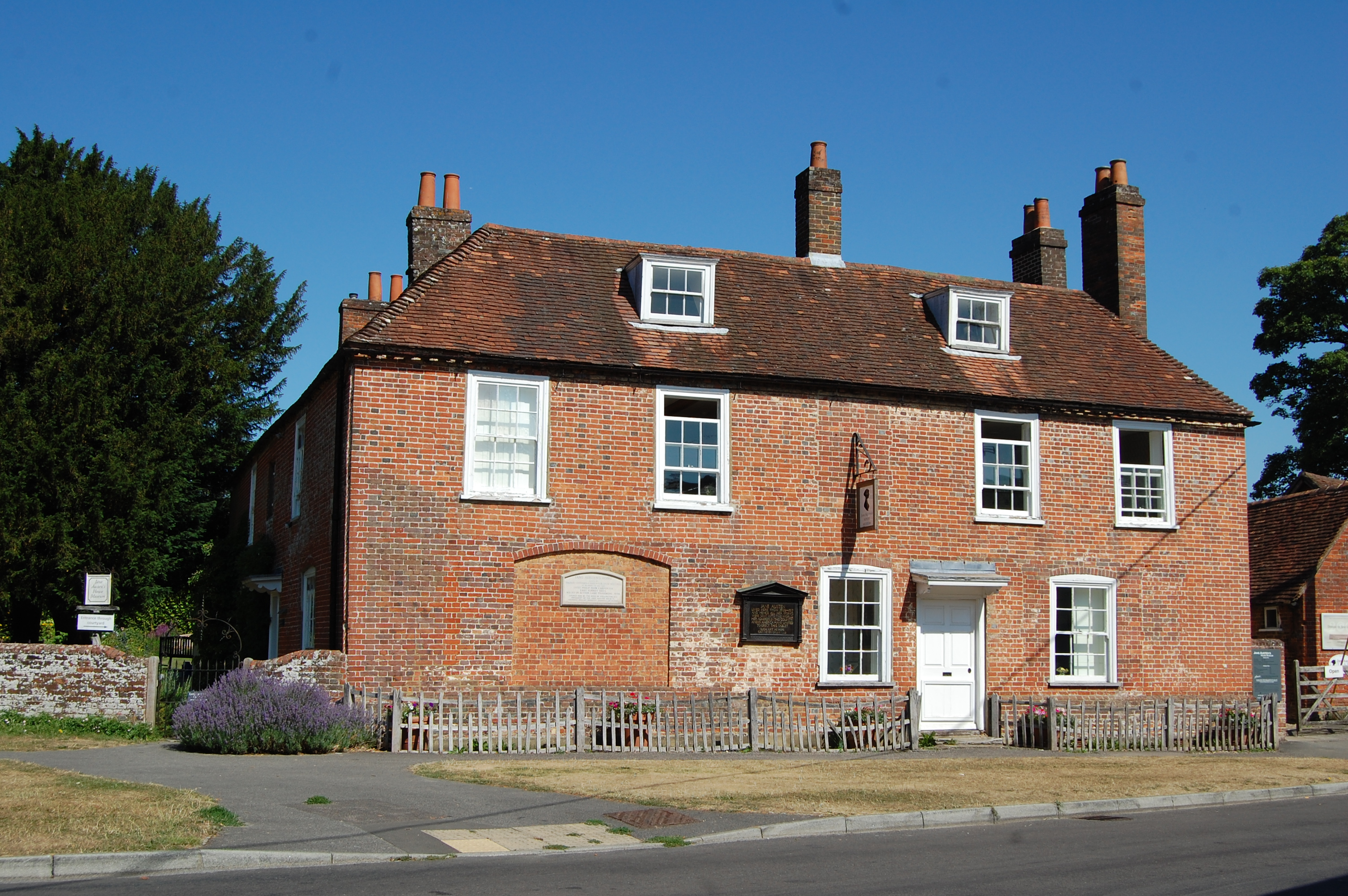
واجهة المتحف.

افتُتح المتحف للجمهور في يوليو 194م، ويزوره ما يقرب من 40 ألف شخص كل عام. يمتلك المتحف ويُديره الآن مؤسسة سي آي أو (بالانجليزية: CIO)، وهي مؤسسة خيرية مسجلة تهدف إلى النهوض بالتعليم وخاصة دراسة الأدب الإنجليزي، وأعمال جاين أوستن على وجه الخصوص. (رقم التسجيل: 1156458)
تضم مجموعة المتحف ثمانية كتب موسيقية كانت مملوكة لجاين أوستن، مع بعض المخطوطات المكتوبة بيدها. يوجد بالإضافة إلى ذلك من بين ثاث جاين أوستن المعروض في المتحف، بيانو ماتزيو كلمنتي بتاريخ 1813، وخزانة مكتب هبل وايت تحتوي على العديد من أعمالها. كما يضم المتحف أيضًا مجموعة من عناصر وأثاث عائلة أوستن الأخرى.
يمتلك المتحف القطع الثلاث الوحيدة من المجوهرات المعروفة المملوكة لأوستن، وسوار مطرز باللون الفيروزي، وصليب توباز، وخاتم فيروزي وآخر ذهبي. ظل الخاتم الذهبي في حوزة عائلة أوستن حتى بيع في مزاد للمغنية الأمريكية كيلي كلاركسون عام 2012. فرضت الحكومة البريطانية حظرًا على امتلاك الخاتم نظرًا لأهميته التاريخية، واشترى المتحف في النهاية الخاتم، بمساعدة 100000 جنيه إسترليني من متبرع مجهول. عُرض الخاتم في المتحف في فبراير 2014.
تُقام أحداث منتظمة في المتحف لزيادة تقدير جاين أوستن، ولتشجيع الكتاب الجدد. كما تُقام حفلات موسيقية باستخدام يانو ماتزيو كلمنتي ،مع لإقامة بعض العروض التي تستند إلى أعمالها.

## روابط خارجية
- موقع متحف منزل جين أوستن
- مجلس مقاطعة هامبشاير: "شاوتون - موطن جين الأدبي"
- جمعية جين اوستن في المملكة المتحدة